# 7981 Katieoakman
7981 Katieoakman este o planetă minoră (asteroid), cu un diametru de 5,665 km, din centura de asteroizi. A fost descoperită pe 7 noiembrie 1978 la Observatorul Palomar de Eleanor F. Helin și a fost numită după . 
Obiectul prezintă o orbită caracterizată de o semiaxă mare de 2,8865595 UAi, o excentricitate de 0,11, o înclinație de 1,96901 ° în raport cu ecliptica.